# Les Chasseurs dans l'ombre
 (mars 2020).
Si vous disposez d'ouvrages ou d'articles de référence ou si vous connaissez des sites web de qualité traitant du thème abordé ici, merci de compléter l'article en donnant les références utiles à sa vérifiabilité et en les liant à la section « Notes et références ».
Les Chasseurs dans l'ombre (titre original : Hunters in the Dark) est un roman de science-fiction écrit par Peter David et situé dans l'univers de Halo paru en 2015. La version française sort en 2016.